# 산남중학교 (충북)
산남중학교(山南中學校)는 대한민국 충청북도 청주시 산남동에 있는 공립 중학교이다.

## 학교 연혁
- 2007년 2월 9일 : 산남중학교 설립 인가 (24학급)
- 2007년 3월 3일 : 산남중학교 개교
- 2010년 2월 10일 : 제1회 졸업식 (287명 졸업)
- 2024년 1월 8일 : 제15회 졸업식(250명 졸업) 졸업생 누계 4,177명
- 2024년 3월 1일 : 제8대 김현철 교장 부임
- 2024년 3월 4일 : 2024학년도 입학 (1학년 250명)

## 참고 자료
- 산남중학교 - 한국교육학술정보원 학교알리미